# Kalety (województwo łódzkie)
Kalety – wieś w Polsce położona w województwie łódzkim, w powiecie wieruszowskim, w gminie Galewice.
| SIMC    | Nazwa  | Rodzaj     |
| ------- | ------ | ---------- |
| 1042153 | Kalety | przysiółek |

W latach 1975–1998 miejscowość należała administracyjnie do województwa kaliskiego.